# Higashichikuma-gun

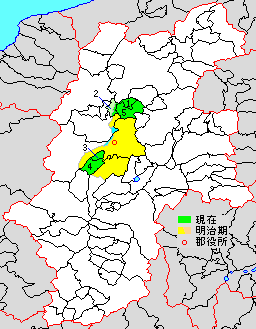
Meiji-zeitliche Ausdehnung des Higashi-Chikuma-gun (gelb & grün) in Nagano-ken (weiß) mit Gemeindegrenzen des frühen 3. Jahrtausends (schwarz)

Higashichikuma-gun (jap.: 東筑摩郡, dt. „Kreis Ost-Chikuma“) ist ein Landkreis (gun) in der Präfektur Nagano auf der japanischen Hauptinsel Honshū. Ihm gehören die fünf Dörfer (mura) Asahi, Chikuhoku, Ikusaka, Omi und Yamagata an. Diese fünf Dörfer zusammen hatten am 1. Februar 2010 eine Fläche von 268,42 km², 23.343 Einwohner und damit eine Bevölkerungsdichte von 87 Einwohnern pro km². 

## Geschichte
Higashichikuma-gun entstand am 14. Januar 1879 durch Teilung des antiken Chikuma-gun in Higashi-Chikuma-gun („Kreis Ost-Chikuma“) und Nishi-Chikuma-gun („Kreis West-Chikuma“; seit 1968 in Kiso-gun umbenannt). Verwaltungssitz war zunächst Matsumoto. Mit der Etablierung des modernen Kommunalsystems hatte Higashichikuma-gun seit dem 1. April 1889 eine Stadt (Matsumoto) und 37 Dörfer. Am 1. Mai 1907 wurde Matsumoto zur Großstadt und damit aus Higashichikuma-gun ausgegliedert. Am 1. April 1927 wurde das Dorf Shiojiri zur Stadt. Im Jahre 1950 gehörten Higashichikuma-gun eine Stadt und 35 Dörfer an. Im Zuge der großen Shōwa-Gebietsreform der 1950er Jahre verringerte sich die Zahl der Kommunen erheblich. Am 1. April 1959 wurde Shiojiri als Shiojiri-shi zur kreisfreien Stadt und damit aus Higashichikuma-gun ausgegliedert. Im Jahre 1960 gehörten Higashichikuma-gun nur noch eine Stadt und 11 Dörfer an. Die gegenwärtige Anzahl an Kommunen hat der Higashichikuma-gun seit dem 31. März 2010.